# Агін (Португалія)
Агі́н (порт. Aguim; МФА: [ɐ.ˈgĩ]) — колишня парафія в Португалії, в муніципалітеті Анадія. Перебувала у складі округу Авейру.  Входила до регіону Центр. За старим адміністративним поділом, що був чинним до 1976 року, територія парафії належала провінції Берегова Бейра.  Ліквідована 28 січня 2013 року. Увійшла до складу парафії Таменгуш, Агін і Ойш-ду-Байрру. Площа парафії — 6,82 км², населення — 1171 ос. (2011), густота населення — 171,7 осіб/км²
. Патрон — Діва Марія. Поштовий індекс — 3780. Код  — 010315.

## Географія

Анадія (2013)
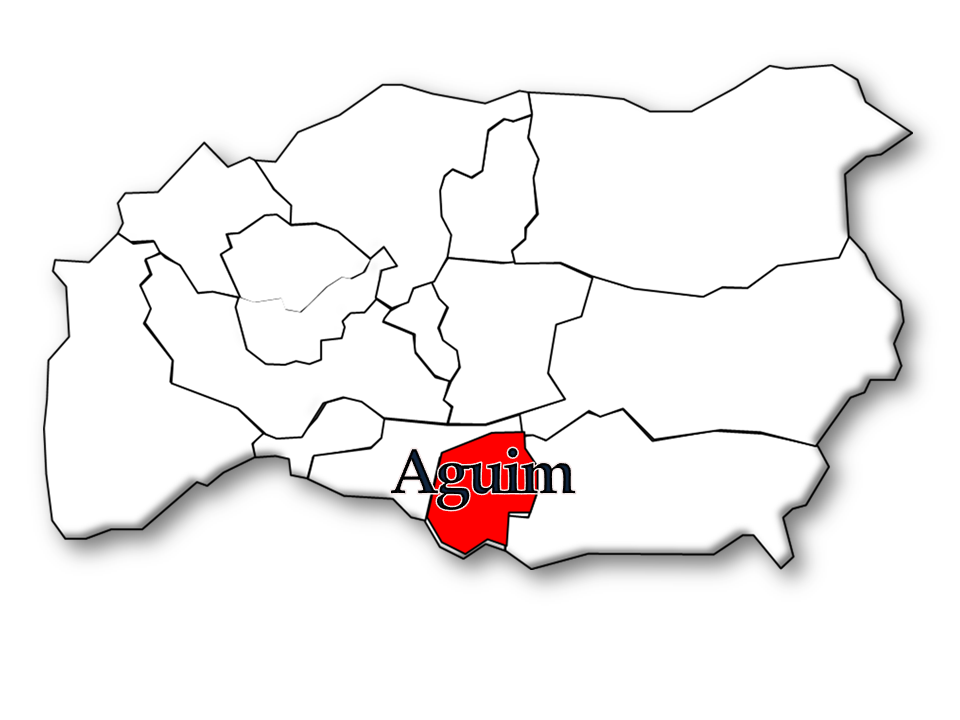
Агін

## Населення
| 1991  | 2001  | 2011  |
| 1.276 | 1.227 | 1.171 |